# Ozarba madanda
Ozarba madanda là một loài bướm đêm trong họ Noctuidae.